# Cyrtandra velutina
Cyrtandra velutina är en tvåhjärtbladig växtart som beskrevs av Pieter Willem Korthals och Charles Baron Clarke. Cyrtandra velutina ingår i släktet Cyrtandra och familjen Gesneriaceae. Inga underarter finns listade i Catalogue of Life.